# Norberto de la Riestra
Norberto de la Riestra est une localité argentine située dans le partido de Veinticinco de Mayo, dans la province de Buenos Aires.

## Démographie
La localité compte 4 524 habitants (Indec, 2010), ce qui représente une augmentation de 12,5 % par rapport au recensement précédent de 2001 qui comptait 4 020 habitants.

## Toponymie

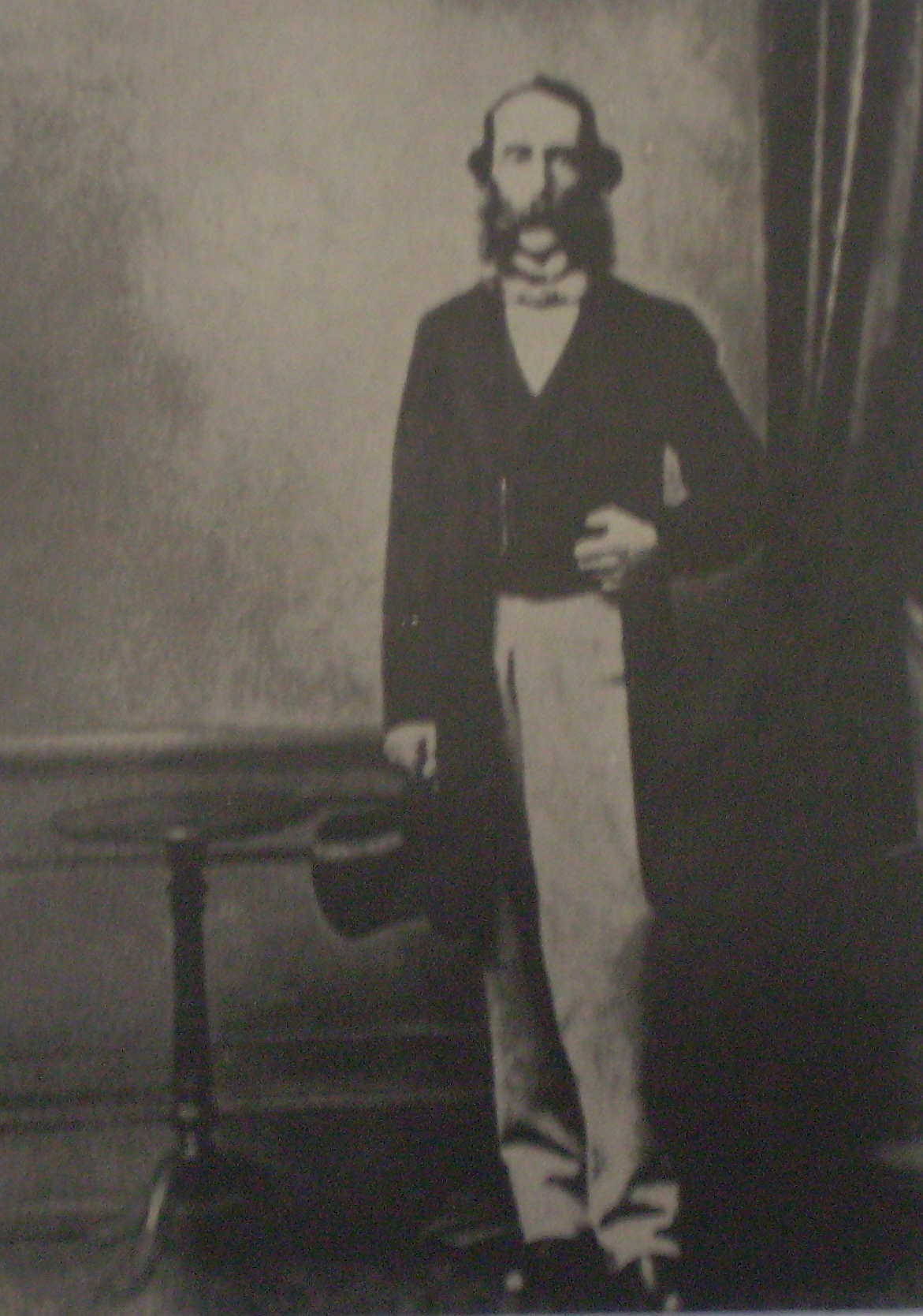
Norberto de la Riestra (1820-1879).

Le nom a été donné en hommage à l'économiste et homme politique unitarien Norberto de la Riestra (1820-1879). Il était un adversaire de la politique du fédéraliste Juan Manuel de Rosas (1793-1877) et a participé à des mouvements visant à le renverser. Entre 1852 et 1855, De la Riestra a été député de la province de Buenos Aires. Il a ensuite été ministre des finances de Buenos Aires et de la nation. Il est le fondateur de la première compagnie ferroviaire du pays, Ferrocarril Oeste.

## Histoire
En 1838, un jeune homme de 19 ans originaire de Buenos Aires, appelé Juan Vela, est arrivé dans cette région. Il a épousé la locale Paula Ibarra, et ils ont eu dix enfants : Camila, Teófilo, José, Valentina, Jorge, Valerio, Juan, Hilario, María et Gabriel. Juan Vela s'est consacré à l'achat de terres et à l'élevage de bétail.
Le 21 février 1895, une loi est adoptée pour approuver le contrat signé par le pouvoir exécutif de la province de Buenos Aires avec les représentants de la Southern and Western Railway pour la construction de plusieurs lignes de chemin de fer, l'une d'entre elles devant relier les villes de Lobos et Veinticinco de Mayo, et comprenant une gare sur les terres appartenant à Juan Vela, raison pour laquelle la ville a été baptisée de ce nom.
Selon une histoire transmise oralement, Juan Vela a reçu à l'époque la visite d'un émissaire du Ferrocarril del Sud, qui l'a convaincu de donner le terrain de la future gare en échange du nom de Juan Vela. Lorsque Vela a appris que la station avait été baptisée Norberto de la Riestra, il s'est rendu à Buenos Aires, où il a menacé d'intenter des poursuites, mais n'a pas été entendu. Il est mort en plaidant sa cause.
Le 1er novembre 1896, le premier train de passagers est arrivé à la gare de Norberto de la Riestra Le 9 juin 1897, Juan Vela a vendu les deux premiers lots de ce qui allait devenir la ville de Norberto de la Riestra. Depuis 1998, cette date est considérée comme la fondation de la ville. Le 30 juin 1907 a eu lieu la première vente aux enchères avec le lotissement des terres appartenant à Juan Vela, cette tâche étant confiée au commissaire-priseur Guillermo Turner, faisant office de notaire, Juan A. Serdán. Le 9 juin 1998, la ville a célébré pour la première fois de son histoire l'anniversaire de sa fondation (numéro 102).

## Religion
| Diocèse  | Nueve de Julio          |
| -------- | ----------------------- |
| Paroisse | Santa Catalina de Siena |